# Annonce personnelle
Pour les articles homonymes, voir Annonce.

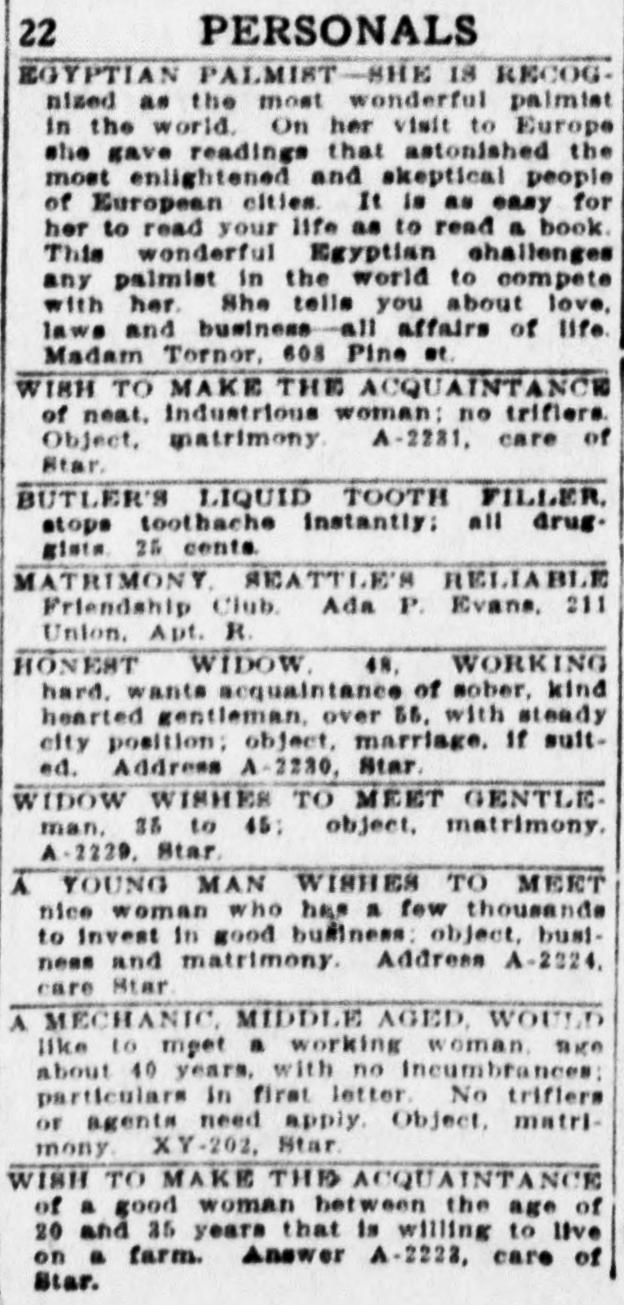
photos d'une annonce privée

Une annonce privée (ou annonce personnelle) est une annonce semblable à une annonce classée mais de nature personnelle.
Le but de ces annonces est généralement de trouver un partenaire pour amitié, amour ou relations sexuelles sans engagement. Les annonces privées contiennent habituellement une description de la personne plaçant l'annonce et une description de la personne recherchée. On y retrouve des rubriques comme "homme cherche femme", "femme cherche homme", "homme cherche homme" et "femme cherche femme".
Les annonces privées se trouvaient auparavant dans les journaux. On les retrouve de plus en plus sur Internet. Les services de rencontre en ligne sont une forme d'annonces privées.